# Kim Min-gyu
Kim Min-gyu (koreanisch: 김민규; auch bekannt als: Mingyu 민규) ist ein Sänger-Songwriter und Rapper der südkoreanischen Idol-Band Seventeen, welche 2015 unter Pledis Entertainment debütierte. Er wurde am 6. April 1997 in Anyang, Südkorea geboren.

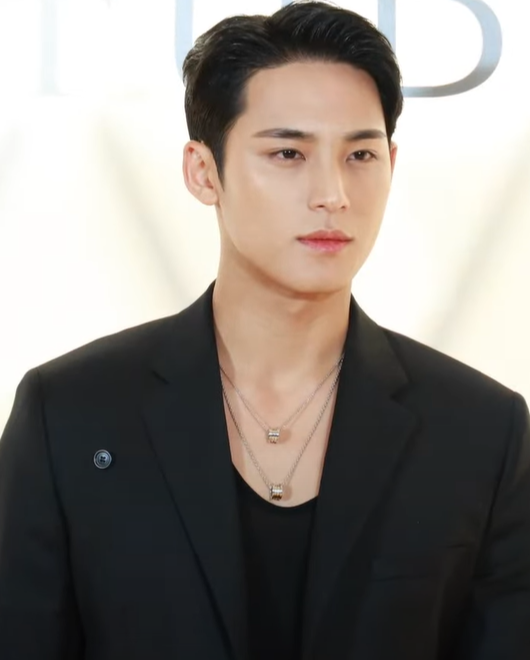
Mingyu bei einem Bulgari-Event (März 2024)

## Musik
Mingyu trat 2012 Pledis Entertainment bei, wo er vier Jahre lang Gesangs- und Tanzunterricht erhielt. Am 26. Mai 2015 debütierte Mingyu als Mitglied der K-Pop-Gruppe Seventeen mit der Extended Play 17 Carat. Seitdem war er am Songwriting von mehr als 45 Liedern beteiligt.

### Solo
Mit dem fünften Studioalbum Happy Burstday seiner Gruppe Seventeen erschien am 26. Mai 2025 der erste Solo-Song Shake It Off von Mingyu.

### Moderation
Im Februar 2018 wurde Mingyu als neuer Moderator der wöchentlichen Musikshow Inkigayo des Senders SBS angekündigt. Diese Rolle übte er bis Ende 2019 aus. Weiterhin war er Moderator beim KBS Song Festival 2017.
Diskografie

## Mode
Mingyu nahm in den letzten Jahren an verschiedenen bedeutenden Mode- und Luxusveranstaltungen teil und wurde von mehreren renommierten Marken als Markenbotschafter und Model engagiert. 
Im Jahr 2022 nahm Mingyu an einer Veranstaltung des französischen Juweliers Cartier in Seoul teil. Später war er auf dem Cover der Dezember-Ausgabe von Dazed Korea in Kleidung der Marke zu sehen. Im Februar 2023 nahm Mingyu an der Laufstegshow der italienischen Modehaus Marni für die Herbst/Winter 2023 Kollektion in Tokio teil. Außerdem wurde Mingyu 2023 als globales Model der südkoreanischen Hautpflegemarke Innisfree vorgestellt.
Im Februar 2024 besuchte Mingyu die Modenschau des französischen Modehauses Dior auf der Pariser Fashion Week, wo er von der Vogue porträtiert wurde. Im März 2024 wurde Mingyu zum neuen lokalen Markenbotschafter der italienischen Luxusmarke Bulgari ernannt. Im Mai 2024 wurde Mingyu als neuer Markenbotschafter für die französische Luxus-Hautpflegemarke L'Occitane in Asien bekannt gegeben. Am 16. August 2024 wurde Mingyu als Model für die Herbstkampagne 2024 von Calvin Klein vorgestellt. Ebenfalls im August 2024 gab das französische Luxusmodehaus Dior Mingyu als ihren neuen Markenbotschafter bekannt.